# Ermita de San Laureano (Tunja)

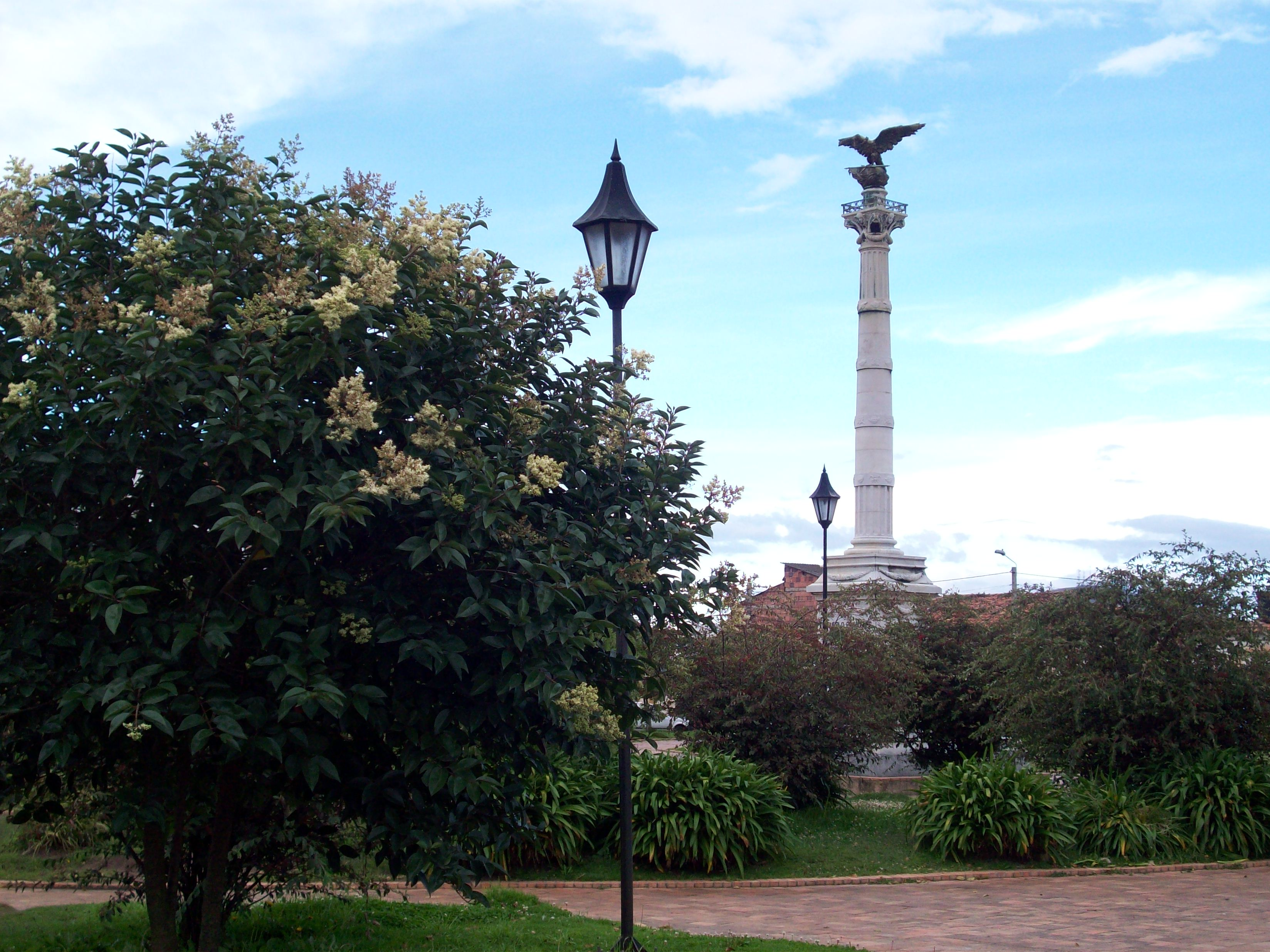
Vista de la Plazoleta San Laureano

La ermita de San Laureano es una de las 14 iglesias hispánicas de Tunja, localizada en la Plazoleta de San Laureano. Es la primera iglesia construida en Tunja por orden del cabildo en 1566 y se encontraba en la periferia de la ciudad, en el camino hacia Santa Fe. Hacia 1816 fue el lugar donde fueron sepultados los personajes de la Independencia que fueron fusilados en el Paredón de los Mártires. 
Para destacar, se encuentra un óleo de la Virgen de Chiquinquirá que data de finales del siglo XVII, el altar ojillado en oro y un lienzo de san Francisco Javier pintado en 1628 por Alonso Fernández de Heredia, del taller santafereño de Gaspar de Figueroa. El óleo de San Bartolomé, de estilo tenebrista data de 1623.